# ベンゾイル基

ベンゾイル基

ベンゾイル基 (benzoyl group) はアシル基の一種で、C6H5−C(=O)− の構造を持つ。しばしば Bz と略記される。天然物にもエステルやアミドとしてしばしば現れる。

## 保護基としての利用
ベンゾイルエステルは酸性条件などに対してかなり安定で、水酸基の保護基としてしばしば利用される。アセチル基に比べ加水分解条件、求核剤などに対して比較的安定であるので、保護基として耐久性が求められる場合によく用いられる。ベンズアミドの形でアミノ基の保護基としても用いられるが、脱保護に強い加水分解条件が必要なので水酸基の場合に比べ利用は少ない。
ベンゾイル化
アルコールに対し、ピリジンやトリエチルアミンなどの塩基存在下、塩化ベンゾイルを作用させることで合成する。
脱保護
酸性または塩基性条件でのエステルの加水分解反応で脱保護できるが、アセチル基などに比べ強い条件（メタノール中水酸化ナトリウム水溶液と加熱など）を必要とする。このため水素化アルミニウムリチウムやジイソブチルアルミニウムヒドリドなどの強いヒドリド還元によって除去することが多い。水素化ホウ素ナトリウムなどの弱い還元剤では切断されない。

## 化合物
- ベンズアルデヒド
- 安息香酸
- 馬尿酸
- タキソール